# Маммот-Спринг
Маммот-Спринг (англ. Mammoth Spring, Arkansas) — город, расположенный в округе Фултон (штат Арканзас, США) с населением в 1147 человек по статистическим данным переписи 2000 года.

## География
По данным Бюро переписи населения США город Маммот-Спринг имеет общую площадь в 3,63 квадратных километров, водных ресурсов в черте населённого пункта не имеется.
Маммот-Спринг расположен на высоте 161 метр над уровнем моря.

## Демография
По данным переписи населения 2000 года в Маммот-Спринге проживало 1147 человек, 350 семей, насчитывалось 509 домашних хозяйств и 593 жилых дома. Средняя плотность населения составляла около 318,6 человек на один квадратный километр. Расовый состав Маммот-Спринга по данным переписи распределился следующим образом: 95,82 % белых, 1,05 % — чёрных или афроамериканцев, 1,22 % — коренных американцев, 0,09 % — азиатов, 1,83 % — представителей смешанных рас.
Из 509 домашних хозяйств в 28,1 % — воспитывали детей в возрасте до 18 лет, 55,6 % представляли собой совместно проживающие супружеские пары, в 11,2 % семей женщины проживали без мужей, 31,2 % не имели семей. 29,3 % от общего числа семей на момент переписи жили самостоятельно, при этом 17,1 % составили одинокие пожилые люди в возрасте 65 лет и старше. Средний размер домашнего хозяйства составил 2,25 человек, а средний размер семьи — 2,75 человек.
Население города по возрастному диапазону по данным переписи 2000 года распределилось следующим образом: 23,6 % — жители младше 18 лет, 5,2 % — между 18 и 24 годами, 23,4 % — от 25 до 44 лет, 25,6 % — от 45 до 64 лет и 22,1 % — в возрасте 65 лет и старше. Средний возраст жителей составил 43 года. На каждые 100 женщин в Маммот-Спринге приходилось 85,3 мужчин, при этом на каждые сто женщин 18 лет и старше приходилось 82,1 мужчин также старше 18 лет.
Средний доход на одно домашнее хозяйство в городе составил 20 588 долларов США, а средний доход на одну семью — 26 438 долларов. При этом мужчины имели средний доход в 18 750 долларов США в год против 16 328 долларов среднегодового дохода у женщин. Доход на душу населения в городе составил 12 487 долларов в год. 13,6 % от всего числа семей в округе и 19,3 % от всей численности населения находилось на момент переписи населения за чертой бедности, при этом 24,3 % из них были моложе 18 лет и 16,4 % — в возрасте 65 лет и старше.